# Гідрогеологічне районування
Гідрогеологічне районування (рос. гидрогеологическое районирование, англ. hydrogeologic zoning, нім. Einteilung f in hydrogeologische Bezirke m pl) — розподіл території на райони, що розрізняються умовами формування (живлення, накопичення, розвантаження), залягання, поширення або характером використання підземних вод. Розрізняють загальне і спеціальне Г.р.
Осн. одиниця з а г а л ь н о г о Г.р. — артезіанський басейн, гідрогеол. масив і інш., які виділяються на основі єдності закономірностей формування, розподілу підземних вод, регіональної спрямованості їх стоку і зв'язку з геол. структурами. Системи артезіанських басейнів і гідрогеол. масивів, пов'язаних спільністю формування і поширення підземних вод, об'єднуються в гідрогеол. області платформ (наприклад, Східно-Європейська, Західно-Сибірська, Туранська і інш.) і складчастих споруд (Тімано-Уральська, Тяньшано-Джунгаро-Памірська і інш.).
С п е ц і а л ь н е Г.р. поширюється, наприклад, на рудні райони тощо. Для рудних районів основні елементи гідрогеологічного районування — обводненість родовища, геологічна будова і водостійкість гірських порід.
В Україні виділяють такі основні гідрогеологічні одиниці: 
- 1. Рівнинна частина України
  - Зона надлишкової водності (Поліська і Деснянська області надлишкової водності)
  - Зона достатньої водності (Західна область достатньої водності: Волинська, Верхньоприп'ятсько-Бузька підобласті, Правобережно-Дніпровська область; Лівобережно-Дніпровська область достатньої водності: Трубіж-Супойська, Сульсько-Ворсклинська, Верхньєпсельсько-Сіверськодонецька  підобласті);
  - Зона недостатньої водності (Нижньобузько-Дніпровська область, Сіверськодонецько-Дніпровська область, Причорноморська область низької водності, 	Приазовська область, Кримська рівнинна область дуже низької водності).
- 2. Українські Карпати 
  - Тисо-Латорицька область значної водності
  - Центральнокарпатська область високої водності
  - Дністровсько-Прутська область підвищеної водності
- 3. Гірський Крим
  - Гірськокримська область підвищеної водності

## Інтернет-ресурси
- Гідрогеологічне районування України

| Гідрологія | Це незавершена стаття з гідрології. Ви можете допомогти проєкту, виправивши або дописавши її. |